# Julian Börner
Julian Börner (ur. 21 stycznia 1991 w Weimarze) – niemiecki piłkarz grający na pozycji środkowego obrońcy w klubie Hannover 96.

## Kariera juniorska
Börner grał jako junior w SC 03 Weimar (1996–1998), SSV Vimaria Weimar (1998–2001) i FC Rot-Weiß Erfurt (2001–2009).

## Kariera seniorska

### Energie Cottbus II
Börner zadebiutował w rezerwach Energie Cottbus 8 sierpnia 2009 w starciu z Malchowerem SV 90 (wyg. 1:2), zdobywając wtedy swoją pierwszą bramkę. Łącznie dla drugiej drużyny Energie Cottbus Niemiec rozegrał 44 mecze, strzelając 8 goli.

### Energie Cottbus
Börner trafił do Energie Cottbus 6 sierpnia 2009. Debiut dla tego zespołu zaliczył on 23 sierpnia 2009 w przegranym 1:3 spotkaniu przeciwko SpVgg Greuther Fürth.  Pierwszego gola piłkarz ten strzelił 24 listopada 2012 w meczu z Eintrachtem Brunszwik (wyg. 3:1). Ostatecznie w barwach Energie Cottbus Niemiec wystąpił 38 razy, zdobywając jedną bramkę.

### Arminia Bielefeld
6 czerwca 2014 Börner podpisał roczny kontrakt z Arminią Bielefeld z możliwością przedłużenia o rok. Zadebiutował on dla tego klubu 26 lipca 2014 w meczu z rezerwami 1. FSV Mainz 05 (wyg. 1:2). Premierową bramkę zawodnik ten zdobył 27 sierpnia 2022 w zremisowanym 1:1 spotkaniu z MSV Duisburg. Łącznie dla Arminii Bielefeld Niemiec rozegrał 149 meczów, strzelając 19 goli.

### Sheffield Wednesday F.C.
Börner przeszedł do Sheffield Wednesday F.C. 10 lipca 2019. Debiut dla tego zespołu zaliczył on 3 sierpnia 2019 w wygranym 3:1 spotkaniu z Reading. Pierwszego gola piłkarz ten strzelił 18 października 2019 w meczu z Cardiff City F.C. (1:1). Ostatecznie w barwach Sheffield Wednesday F.C. Niemiec wystąpił 70 razy, zdobywając 4 bramki.

### Hannover 96
Börner przeniósł się do Hannoveru 96 2 sierpnia 2021. Zadebiutował on dla tego klubu 7 sierpnia 2021 w meczu Pucharu Niemiec z FC Eintracht Norderstedt 03 (wyg. 4:0). Premierową bramkę zawodnik ten zdobył 13 lutego 2022 w zremisowanym 2:2 spotkaniu przeciwko SV Darmstadt 98.

## Kariera reprezentacyjna

### Niemcy U-16
Börner zadebiutował w reprezentacji Niemiec U16 22 września 2006 w meczu z Irlandią Północną U-16 (wyg. 2:1). Ostatecznie wystąpił dla tej reprezentacji 7 razy, nie zdobywając żadnej bramki. 

### Niemcy U-17
Börner rozegrał dwa mecze dla reprezentacji Niemiec U17. Były to spotkania przeciwko Wyspom Owczym (wyg. 8:0) oraz Grecji (wyg. 0:2).

### Niemcy U-18
Börner dwukrotnie wystąpił w reprezentacji Niemiec U18. Rozegrał mecze z Egiptem (przeg. 0:1) oraz Japonią (wyg. 2:1).

## Statystyki

### Klubowe
(aktualne na dzień 24 lipca 2022)
| Klub                     | Sezon              | Liga                  | Liga  | Liga   | Puchar kraju | Puchar kraju | Puchar ligi | Puchar ligi | Suma  | Suma   |
| Klub                     | Sezon              | Liga                  | Mecze | Bramki | Mecze        | Bramki       | Mecze       | Bramki      | Mecze | Bramki |
| ------------------------ | ------------------ | --------------------- | ----- | ------ | ------------ | ------------ | ----------- | ----------- | ----- | ------ |
| Energie Cottbus II       | 2009/10            | NOFV-Oberliga Nord    | 18    | 4      | 0            | 0            | –           | –           | 18    | 4      |
| Energie Cottbus II       | 2010/11            | Regionalliga Nord     | 2     | 0      | 0            | 0            | –           | –           | 2     | 0      |
| Energie Cottbus II       | 2011/12            | Regionalliga Nord     | 11    | 2      | 0            | 0            | –           | –           | 11    | 2      |
| Energie Cottbus II       | 2012/13            | Regionalliga Nordost  | 9     | 1      | 0            | 0            | –           | –           | 9     | 1      |
| Energie Cottbus II       | 2013/14            | NOFV-Oberliga Nord    | 4     | 1      | 0            | 0            | –           | –           | 4     | 1      |
| Energie Cottbus II       | Ogólnie            | Ogólnie               | 44    | 8      | 0            | 0            | 0           | 0           | 44    | 8      |
| Energie Cottbus          | 2009/10            | 2. Fußball-Bundesliga | 1     | 0      | 0            | 0            | –           | –           | 1     | 0      |
| Energie Cottbus          | 2010/11            | 2. Fußball-Bundesliga | 0     | 0      | 0            | 0            | –           | –           | 0     | 0      |
| Energie Cottbus          | 2011/12            | 2. Fußball-Bundesliga | 4     | 0      | 0            | 0            | –           | –           | 4     | 0      |
| Energie Cottbus          | 2012/13            | 2. Fußball-Bundesliga | 15    | 1      | 0            | 0            | –           | –           | 15    | 1      |
| Energie Cottbus          | 2013/14            | 2. Fußball-Bundesliga | 16    | 0      | 2            | 0            | –           | –           | 18    | 0      |
| Energie Cottbus          | Ogólnie            |                       | 36    | 1      | 2            | 0            | 0           | 0           | 38    | 2      |
| Arminia Bielefeld        | 2014/15            | 3. Fußball-Liga       | 25    | 4      | 7            | 1            | –           | –           | 32    | 5      |
| Arminia Bielefeld        | 2015/16            | 2. Fußball-Bundesliga | 31    | 2      | 1            | 0            | –           | –           | 32    | 2      |
| Arminia Bielefeld        | 2016/17            | 2. Fußball-Bundesliga | 26    | 5      | 4            | 0            | –           | –           | 30    | 4      |
| Arminia Bielefeld        | 2017/18            | 2. Fußball-Bundesliga | 27    | 4      | 1            | 0            | –           | –           | 28    | 4      |
| Arminia Bielefeld        | 2018/19            | 2. Fußball-Bundesliga | 25    | 3      | 2            | 0            | –           | –           | 27    | 3      |
| Arminia Bielefeld        | Ogólnie            | Ogólnie               | 134   | 18     | 15           | 1            | 0           | 0           | 149   | 19     |
| Sheffield Wednesday F.C. | 2019/20            | EFL Championship      | 37    | 1      | 3            | 0            | 0           | 0           | 40    | 1      |
| Sheffield Wednesday F.C. | 2020/21            | EFL Championship      | 26    | 3      | 1            | 0            | 3           | 0           | 30    | 3      |
| Sheffield Wednesday F.C. | Ogólnie            | Ogólnie               | 63    | 4      | 4            | 0            | 3           | 0           | 70    | 4      |
| Hannover 96              | 2021/22            | 2. Fußball-Bundesliga | 26    | 2      | 3            | 0            | –           | –           | 29    | 2      |
| Hannover 96              | 2022/23            | 2. Fußball-Bundesliga | 2     | 0      | 0            | 0            | –           | –           | 2     | 0      |
| Hannover 96              | Ogólnie            | Ogólnie               | 28    | 2      | 3            | 0            | 0           | 0           | 31    | 2      |
| Ogólnie w karierze       | Ogólnie w karierze | Ogólnie w karierze    | 305   | 33     | 24           | 1            | 3           | 0           | 332   | 34     |

### Reprezentacyjne
| Reprezentacja | Rok     | Mecze | Bramki |
| ------------- | ------- | ----- | ------ |
| Niemcy U-16   | 2006    | 2     | 0      |
| Niemcy U-16   | 2007    | 5     | 0      |
| Niemcy U-17   | 2007    | 1     | 0      |
| Niemcy U-17   | 2008    | 1     | 0      |
| Niemcy U-18   | 2009    | 2     | 0      |
| Ogólnie       | Ogólnie | 11    | 0      |

| Mecze i gole w reprezentacji | Mecze i gole w reprezentacji | Mecze i gole w reprezentacji | Mecze i gole w reprezentacji | Mecze i gole w reprezentacji | Mecze i gole w reprezentacji | Mecze i gole w reprezentacji | Mecze i gole w reprezentacji                  |
| Niemcy U-16                  | Niemcy U-16                  | Niemcy U-16                  | Niemcy U-16                  | Niemcy U-16                  | Niemcy U-16                  | Niemcy U-16                  | Niemcy U-16                                   |
| Lp.                          | Data                         | Miejsce                      | Gospodarz                    | Gość                         | Wynik                        | Gol                          | Rozgrywki                                     |
| ---------------------------- | ---------------------------- | ---------------------------- | ---------------------------- | ---------------------------- | ---------------------------- | ---------------------------- | --------------------------------------------- |
| 1.                           | 22.09.2006                   | Rotenburg (Wümme)            | Niemcy U-16                  | Irlandia Północna U-16       | 2:1                          |                              | Mecz towarzyski                               |
| 2.                           | 24.09.2006                   | Schneverdingen               | Niemcy U-16                  | Irlandia Północna U-16       | 4:0                          |                              | Mecz towarzyski                               |
| 3.                           | 16.02.2007                   | Heusenstamm                  | Niemcy U-16                  | Czechy U-16                  | 2:2                          |                              | Mecz towarzyski                               |
| 4.                           | 18.02.2007                   | Heusenstamm                  | Niemcy U-16                  | Czechy U-16                  | 3:0                          |                              | Mecz towarzyski                               |
| 5.                           | 04.04.2007                   | Mouilleron-le-Captif         | Niemcy U-16                  | Belgia U-16                  | 2:1                          |                              | Mecz towarzyski                               |
| 6.                           | 07.04.2007                   | Challans                     | Niemcy U-16                  | Włochy U-16                  | 3:0                          |                              | Mecz towarzyski                               |
| 7.                           | 30.05.2007                   | Berlin                       | Niemcy U-16                  | Francja U-16                 | 1:0                          |                              | Mecz towarzyski                               |
| Niemcy U-17                  |                              |                              |                              |                              |                              |                              |                                               |
| Lp.                          | Data                         | Miejsce                      | Gospodarz                    | Gość                         | Wynik                        | Gol                          | Rozgrywki                                     |
| 1.                           | 25.10.2007                   | Albstadt                     | Niemcy U-17                  | Wyspy Owcze U-17             | 8:0                          |                              | Mistrzostwa Europy U-17 2008 – eliminacje     |
| 2.                           | 18.03.2008                   | Athlone                      | Grecja U-17                  | Niemcy U-17                  | 0:2                          |                              | Mistrzostwa Europy U-17 2008 – runda elitarna |
| Niemcy U-18                  |                              |                              |                              |                              |                              |                              |                                               |
| Lp.                          | Data                         | Miejsce                      | Gospodarz                    | Gość                         | Wynik                        | Gol                          | Rozgrywki                                     |
| 1.                           | 08.04.2009                   | Al-Ajn                       | Niemcy U-18                  | Egipt U-18                   | 0:1                          |                              | Mecz towarzyski                               |
| 2.                           | 12.04.2009                   | Al-Ajn                       | Niemcy U-18                  | Japonia U-18                 | 2:1                          |                              | Mecz towarzyski                               |

## Sukcesy
Sukcesy w karierze klubowej:

### Arminia Bielefeld
- 3. Fußball-Liga (1×): 2014/2015